# Lijst van invloedrijke nazi's
Onderstaande lijst bevat namen van invloedrijke nazi's, met vermelding van hun belangrijkste rol in nazi-Duitsland en de door Duitsland veroverde gebieden.
- Artur Axmann, leider van de Hitlerjugend (vanaf 1940).
- Herbert Backe, minister van voeding en landbouw van Hitlers regering.
- Klaus Barbie, Gestapo-officier die leiding had over de Gestapo in de regio rond Lyon.
- Paul Blobel, SS'er die bijna zestigduizend mensen heeft laten executeren.
- Werner von Blomberg, minister van defensie (later minister van oorlog genoemd)(1933-1938) en veldmaarschalk (1936-1938). Tijdens zijn tijd als minister van oorlog streed hij tegen de creatie van de Waffen-SS, probeerde Hitlers pogingen om het leger te hervormen tegen te houden en liet de hele Wehrmacht een eed van trouw aan Hitler afleggen. Hij werd na een schandaal rondom het verleden van zijn vrouw ontslagen.
- Martin Bormann, partijorganisator van de NSDAP, secretaris van Rudolf Hess (1933-1941) en Hitler (vanaf 1942). Waarschijnlijk kwam hij bij een granaatontploffing op 2 mei 1945 om het leven.
- Alois Brunner, assistent van Adolf Eichmann die verantwoordelijk wordt gehouden voor 130 000 doden.
- Ernst Busch, veldmaarschalk (1943-1945). Hij was een der trouwste volgelingen van Hitler.
- Sepp Dietrich, commandant van de Leibstandarte-SS "Adolf Hitler" (vanaf 1933) en diverse andere legeronderdelen.
- Karl Dönitz, leider van de Kriegsmarine (vanaf 1943), opvolger van Hitler (mei 1945).
- Adolf Eichmann, in grote mate verantwoordelijk voor de deportatie van Joden en voor de vernietigingskampen. Dood door ophanging, Ramla 1 juni 1962.
- Theodor Eicke, Nazi die belangrijk was voor de ontwikkeling van het concentratiekampen stelsel.
- Hermann Fegelein, SS-Gruppenführer die met Hitler in de Führerbunker verbleef tijdens de laatste dagen van de oorlog. Hij was getrouwd met Gretl Braun, zus van Eva Braun.
- Hans Frank, nazi-ideoloog in de eerste jaren, later gouverneur van het bezette Polen. Veroordeeld als oorlogsmisdadiger tijdens het Proces van Neurenberg, dood door de strop, Neurenberg 16 oktober 1946.
- Roland Freisler, president van het Volksgerichtshof (vanaf 1942), als rechter verantwoordelijk voor vele doodvonnissen. Werd gedood bij een geallieerd bombardement op Berlijn op 3 februari 1945.
- Wilhelm Frick, voorzitter van de NSDAP-fractie, minister van Binnenlandse zaken en later rijksprotector van Bohemen en Moravië. Veroordeeld als oorlogsmisdadiger tijdens het proces van Neurenberg, dood door de strop, 16 oktober 1946 Neurenberg.
- Walther Funk, opvolger van Hjalmar Schacht als minister van Economische Zaken en president van de Reichsbank.
- Odilo Globocnik, heeft de getto's van Warschau en Bialystok geëlimineerd en is een van de figuren die beschuldigd zijn voor het bedenken van het gebruik van concentratiekampen en gaskamers.
- Joseph Goebbels, minister van propaganda (vanaf 1933), pleegde zelfmoord te Berlijn op 1 mei 1945.
- Hermann Göring, lid van de Reichstag (1928-1942), hoofd van de Luftwaffe (vanaf 1938), Reichsmarschall (vanaf 1940), vanaf 29 juni 1941 door Hitler beschouwd als zijn opvolger. Pleegde zelfmoord tijdens het proces van Neurenberg op 15 oktober 1946.
- Rudolf Hess, door Hitler benoemd als zijn plaatsvervanger. Werd in 1941 gevangengenomen door de Engelsen. Veroordeeld tot levenslange gevangenisstraf tijdens de processen van Neurenberg.
- Reinhard Heydrich, oprichter van de Sicherheitsdienst (SD) (1931), Reichsprotektor van Tsjecho-Slowakije (1941-1942), voorzitter van de Wannseeconferentie (1942) waar de systematische uitroeiing van Joden werd besproken. Werd op 4 juni 1942 door het Tsjechische verzet in Praag vermoord.
- Heinrich Himmler, leider van de Schutzstaffel (SS) (vanaf 1929), hoofd van de Gestapo (vanaf 1934), organiseerde concentratiekampen. Pleegde zelfmoord op 23 mei 1945 te Lüneburg.
- Adolf Hitler, leider van de nazi's, officieel rijkskanselier (1933-1945) en Führer van Duitsland (1934-1945) na de dood van Rijkspresident Von Hindenburg, pleegde zelfmoord op 30 april 1945 te Berlijn.
- Rudolf Höss, was de Duitse kampcommandant van het vernietigingskamp Auschwitz. Veroordeeld als oorlogsmisdadiger, op 16 april 1947 werd hij in Auschwitz opgehangen.
- Friedrich Jeckeln, SS-Obergruppenführer en Höherer SS- und Polizeiführer die de executie van ten minste honderdduizend mensen heeft georganiseerd en het Jeckelnsysteem voor efficiëntere massa-executies heeft bedacht.
- Alfred Jodl, generaal. Opvolger van Wilhelm Keitel, na diens arrestatie in 1945. Ondertekenaar van de capitulatie van Duitsland. Veroordeeld als oorlogsmisdadiger tijdens het proces van Neurenberg, dood door de strop, 16 oktober 1946 Neurenberg.
- William Joyce, Amerikaanse Nazi die berucht werd door zijn Engelstalige propaganda.
- Ernst Kaltenbrunner, SS-generaal, opvolger van Reinhard Heydrich. Zelfs onder zijn medenazi's stond hij bekend om zijn bloeddorstigheid. Veroordeeld als oorlogsmisdadiger tijdens de processen van Neurenberg, dood door de strop, 16 oktober 1946 Neurenberg.
- Wilhelm Keitel, chef van het Oberkommando der Wehrmacht (OKW) (1938-1945). Veroordeeld als oorlogsmisdadiger tijdens het proces van Neurenberg, dood door de strop, 16 oktober 1946 Neurenberg.
- Albert Kesselring, chef van de bombardementsdivisies van de Luftwaffe, commandant van de zuidelijke strijdkrachten (mediterraan gebied) (1941-1944), commandant van de westelijke strijdkrachten (1945).
- Ilse Koch, sadistische vrouw die veel macht had in het concentratiekamp Buchenwald en daar vaak eigen experimenten organiseerde en grote hoeveelheden geld uit het kampbudget naar de eigen portemonnee smokkelde.
- Karl Koch, vroeg lid van de Nazi-partij en de baas van Buchenwald concentratiekamp.
- Josef Kramer, SS'er en concentratiekampcommandant die onder andere in Bergen-Belsen heeft gewerkt. Hij was verantwoordelijk voor duizenden doden.
- Heinz Lammerding, Hoog SS-lid die veel Fransen heeft vermoord.
- Robert Ley, leider van het Deutsche Arbeitsfront (DAF). Pleegde zelfmoord tijdens het proces van Neurenberg op 25 oktober 1945.
- Josef Mengele, legerarts die genetische experimenten uitvoerde in Auschwitz. Hij kon in 1945 ontkomen en belandde na omzwervingen in Brazilië.
- Konstantin von Neurath, voordat hij bij de NSDAP ging was hij minister-president van Württemberg (1917-1918), diplomaat naar Kopenhagen en later Rome en Londen (1919-1931), minister van buitenlandse zaken (1931-1937). Tijdens zijn tijd als minister nam Hitler de macht over waarna hij lid van de NSDAP werd. Nadat hij een tijdje minister zonder portefeuille was, werd rijksprotector van Bohemen en Moravië, hij was ook SS-Obergruppenführer.
- John Rabe, Duitse diplomaat richting China en medeoprichter van de veiligheidszone in Nanking. Hij overleed 5 januari 1950 aan een beroerte.
- Walter Rauff, SS-Standartenführer en SD'er die een belangrijke rol speelde in het ontwikkelen van gaswagens (mobiele gaskamers). Hij vluchtte naar Chili en is daardoor nooit gestraft.
- Walter von Reichenau, een van Hitlers favoriete legerleiders. Hij was lid van de NSDAP, omdat hij het als een goede manier zag om persoonlijk succes te behalen maar zelf bleef hij altijd een monarchist. In januari 1942 is hij na een hersenbloeding, hartaanval en vliegtuigongeluk overleden.
- Heinz Reinefarth, eerst een lid van het Freikorps Oberland die later jurist, SS-Gruppenführer, Generalleutnant der Waffen-SS und Polizei werd. Hij vocht in de Poolse en Russische veldtochten, gaf leiding aan troepen in Warschau tijdens de opstand in de stad en was Inspecteur-generaal in het protectoraat Bohemen en Moravië.
- Joachim von Ribbentrop, diplomaat, minister van Buitenlandse Zaken (vanaf 1938). Veroordeeld als oorlogsmisdadiger, tijdens het proces van Neurenberg, dood door de strop, Neurenberg 16 oktober 1946.
- Ernst Röhm, leider van de Sturmabteilung (SA) (1921-1934), in 1934 door de SS vermoord in opdracht van Hitler tijdens de Nacht van de Lange Messen op 2 juli 1934.
- Alfred Rosenberg, een vroeg lid van de NSDAP. Hij heeft grote invloed gehad op het nazistische gedachtegoed. Officieel hoofd van de ideologische, wetenschappelijke en geestelijke afdeling van de NSDAP (1934-1945) en hoofdredacteur van nazi-partijblad Der Völkischer Beobachter (1923-1945). Hij heeft onder andere de rassenleer van de nazi's sterk beïnvloed en hij heeft het "positieve christendom" gecreëerd. Schrijver van het antisemitische en antichristelijke boek Der Mythus des 20. Jahrhunderts (1930). Was als Minister van het Oosten (1941-1945) verantwoordelijk voor het nazi-beleid in de veroverde Oost-Europese gebieden. Veroordeeld als oorlogsmisdadiger tijdens het proces van Neurenberg, dood door de strop, Neurenberg 16 oktober 1946.
- Fritz Sauckel, Algemeen Gevolmachtigde van de Arbeitseinsatz. Veroordeeld als oorlogsmisdadiger tijdens het proces van Neurenberg, dood door de strop, Neurenberg 16 oktober 1946.
- Baldur von Schirach, leider van de Hitlerjugend (1933-1939).
- Arthur Seyss-Inquart, Reichskommissar van Nederland (vanaf 1940). Veroordeeld als oorlogsmisdadiger tijdens het proces van Neurenberg, dood door de strop, Neurenberg 16 oktober 1946.
- Albert Speer, "architect" van Hitler (vanaf 1934), rijksminister voor Bewapening en Munitie (vanaf februari 1942).
- Gregor Strasser, invloedrijke topman binnen de NSDAP, concurreerde vlak voor de machtsovername met Hitler. Werd door de SS in de Nacht van de Lange Messen vermoord op 30 juni 1934.
- Otto Strasser, broer van Gregor Strasser, journalist van de nationaalsocialistische krant Völkischer Beobachter en samen met zijn broer en Joseph Goebbels leider van de linkervleugel van de nationaalsocialistische partij. Probeerde na de Tweede Wereldoorlog nazisme in West-Duitsland  terug te brengen.
- Julius Streicher, uitgever van Der Stürmer (vanaf 1925), een blad waarin de Jodenhaat sterk werd gepropageerd. Veroordeeld als oorlogsmisdadiger tijdens het proces van Neurenberg, dood door de strop, Neurenberg 16 oktober 1946.
- Fritz Todt, verantwoordelijk voor de ontwikkeling van de autobahnen, oprichter van de Organisation Todt (1938), rijksminister voor Bewapening en Munitie (1940-1942). Kwam op 8 februari 1942 door een vliegtuigongeluk om het leven.
- Elisabeth Volkenrath, SS-oberaufseherin die in diverse concentratiekampen heeft gewerkt.
- Gustav Wagner, plaatsvervangend commandant van vernietigingskamp Sobibór.
- Udo von Woyrsch, heeft Von Blomberg en Von Reichenau gerekruteerd voor het nazisme. Hij was lid van de Rijksdag en bereikte de rangen SS-Obergruppenführer en General der Polizei tijdens de nationaalsocialistische regering.